# رود جنسن (لاعب دوري الرغبي)
رود جنسن (بالإنجليزية: Rod Jensen)‏ هو لاعب دوري الرغبي أسترالي، ولد في 19 يناير 1979 في أثرتون في أستراليا.